# Petr Korda
Petr Korda (Prága, 1968. január 23. –) egykori cseh hivatásos teniszező. Legnagyobb sikere az 1998-as Australian Open megnyerése. Összesen négy Grand Slam-döntőt vívott, kettőt egyéniben és kettőt párosban. Karrierje során 10 egyéni és 10 páros ATP tornát nyert meg. Legjobb helyezése a világranglistán a 2. volt. 1998-ban ő lett az első ismert teniszező, akit tiltott szerek használata miatt megbüntettek. Wimbledonban pozitív lett a tesztje nandrolonra, amiért egyéves eltiltást kapott, ami gyakorlatilag a karrierje végét jelentette.

## Grand Slam-döntői

### Egyéni

#### Győzelmei (1)
| Év   | Helyszín        | Ellenfél a döntőben | Eredmény a döntőben |
| ---- | --------------- | ------------------- | ------------------- |
| 1998 | Australian Open | Marcelo Ríos        | 6–2, 6–2, 6–2       |

#### Elvesztett döntői (1)
| Év   | Helyszín      | Ellenfél a döntőben | Eredmény a döntőben |
| ---- | ------------- | ------------------- | ------------------- |
| 1992 | Roland Garros | Jim Courier         | 7–5, 6–2, 6–1       |

### Páros

#### Győzelmei (1)
| Év   | Helyszín        | Partner       | Ellenfelei a döntőben         | Eredmény a döntőben |
| ---- | --------------- | ------------- | ----------------------------- | ------------------- |
| 1996 | Australian Open | Stefan Edberg | Sébastien Lareau Alex O'Brien | 7–5, 7–5, 4–6, 6–1  |

#### Elvesztett döntői (1)
| Év   | Helyszín      | Partner          | Ellenfelei a döntőben       | Eredmény a döntőben |
| ---- | ------------- | ---------------- | --------------------------- | ------------------- |
| 1990 | Roland Garros | Goran Ivanišević | Sergio Casal Emilio Sánchez | 7–5, 6–3            |